# Contrat social Debian
Pour les articles homonymes, voir Contrat social.
 (avril 2023).
Le contrat social Debian est un contrat moral liant les développeurs du projet Debian à la communauté du logiciel libre. Il représente le projet politique de la communauté Debian et comprend deux documents, le contrat social et les principes du logiciel libre selon Debian,.

## Contrat social du projet Debian

### Le contrat social
1. Debian restera un projet entièrement libre.
2. Tous les nouveaux développements reviendront à la communauté.
3. La transparence est un bien acquis.
4. Les utilisateurs et le logiciel libre sont les priorités du projet.
5. Exceptions aux principes du logiciel libre prévus pour répondre à tous les besoins[3].

### Les principes du logiciel libre selon Debian
Ces principes sont à l'origine des règles adoptées par le mouvement Open Source.

## Critiques
La fondation pour le logiciel libre n'apporte pas son soutien au projet Debian en raison de la présence de logiciels propriétaires dans certains paquets ou le support de dépôts non libres.